# Агаєв Муслім Байрамович
Муслім Агаєв (рос. Муслим Байрамович Агаев; нар. 29 квітня 1974, Мари, Туркменська РСР) — радянський, туркменський та казахський футболіст, нападник. У 2004 році отримав казахське громадянство.

## Клубна кар'єра
Вихованець футболу міста Мари.
У 1992—1993 роках грав за «Небітчі». Активною і результативною грою звернув на себе увагу селекціонерів і в 1993 році перейшов у «Копетдаг». Однак після Кубку чемпіонів Співдружності повернувся в «Небітчі», де провів ще один сезон.
З 1994 року, й аж до розвалу команди в січні 1999 року, виступав у «Копетдазі», грав за збірну Туркменії. З січня 1999 року виступав в Україні, грав за «Кремінь» та «Ниву» з Тернополя. У футболці «Ниви» дебютував 16 липня 1999 року у програному (0:1) виїзному поєдинку 2-го туру вищої ліги чемпіонату України проти одеського «Чорноморця». Муслім вийшов на поле у стартовому складі та відіграв увесь поєдинок. Першим та єдиним голом у футболці тернопільської команди відзначився 21 серпня 1999 року на 69-ій хвилині програного (2:4) виїзного поєдинку 8-го туру вищої ліги чемпіонату України проти полтавського «Колгоспника». Агаєв вийшов на поле на 46-ій хвилині, замінивши Дмитра Мазура. Протягом свого перебування у «Ниві» зіграв 12 матчів та відзначився 1 голом.
З початку 2000-го року виступав у Казахстані. Протягом семи років грав клубах казахської вищої ліги «Єсил-Богатир», «Єсил» (Кокшетау), «Іртиш» (Павлодар) та «Тобол» (Костанай).
У 2007 повернувся до Туркменістану, грав один сезон за «Мерв», а потім за «Шагадам».

## Кар'єра у збірній
У 1994—2007 роках залучався до національної збірної Туркменістану.

## Клубна статистика
| Сезон   | Клуб                | Ліга       | Чемпіонат | Чемпіонат |
| Сезон   | Клуб                | Ліга       | Матчі     | Голи      |
| ------- | ------------------- | ---------- | --------- | --------- |
| 1991    | Мерв                | Друга ліга | 27        | 9         |
| 1992    | Небітчі             | Вища ліга  | ?         | ?         |
| 1993    | Небітчі             | Вища ліга  | ?         | 20        |
| 1994    | Копетдаг            | Вища ліга  | ?         | ?         |
| 1995    | Копетдаг            | Вища ліга  | ?         | ?         |
| 1996    | Копетдаг            | Вища ліга  | ?         | ?         |
| 1997/98 | / Копетдаг          | Вища ліга  | ?         | ?         |
| 1998/99 | Копетдаг            | Вища ліга  | ?         | ?         |
| 1998/99 | Кремінь             | Перша ліга | 14        | 2         |
| 1999/00 | Нива (Т)            | Вища ліга  | 12        | 1         |
| 2000    | Аксесс-Голден Грейн | Вища ліга  | 17        | 9         |
| 2001    | Єсил-Богатир        | Вища ліга  | 22        | 7         |
| 2002    | Єсил-Богатир        | Вища ліга  | 13        | 0         |
| 2002    | «Єсил» (Кокшетау)   | Вища ліга  | 8         | 2         |
| 2003    | «Іртиш» (Павлодар)  | Вища ліга  | 13        | 11        |
| 2004    | «Іртиш» (Павлодар)  | Вища ліга  | 29        | 6         |
| 2005    | «Іртиш» (Павлодар)  | Вища ліга  | 18        | 2         |
| 2006    | Єсил-Богатир        | Вища ліга  | 11        | 0         |
| 2006    | Тобол (Костанай)    | Вища ліга  | 11        | 2         |
| 2007    | Мерв                | Вища ліга  | ?         | ?         |
| 2008    | Шагадам             | Вища ліга  | ?         | ?         |

## Досягнення

### Як гравця
Копетдаг
- Вища ліга чемпіонату Туркменістану
  -  Чемпіон (2): 1997/98, 2000
  -  Срібний призер (1): 1998/99

- Кубок Туркменістану
  -  Володар (2): 1998/99, 2000

Аксесс-Голден Грейн/Єсил-Богатир
- Прем'єр-ліга
  -  Срібний призер (1): 2000
  -  Бронзовий призер (1): 2001

Іртиш (Павлодар)
- Прем'єр-ліга
  -  Чемпіон (1): 2003
  -  Срібний призер (1): 2004

Тобол (Костанай)
- Прем'єр-ліга
  -  Бронзовий призер (1): 2006

Мерв
- Кубок Туркменістану
  -  Фіналіст (1): 2007